# .ps
.ps دامنه اینترنتی اختصاص داده شده به کشور فلسطین است.